# It's So Easy! (The Crickets-sang)
 For alternative betydninger, se It's So Easy. (Se også artikler, som begynder med It's So Easy)
"It's So Easy!" (også skrevet uden udråbstegn) er en Rock and roll-sang skrevet af Buddy Holly og Norman Petty. Sangen blev oprindeligt udgivet som en single i 1958 med The Crickets, men singlen nåede ikke hitlisterne. "It's So Easy!" var den sidste single med The Crickets med Buddy Holly i bandet. På flere pladecovers er sangen krediteret til 'Buddy Holly and The Crickets'. Sangen blev udgivet på det amerikanske pladeselskab Brunswick i Nordamerika og på det britiske Coral Records i England. På singlens b-side blev udgivet "Lonesome Tears" skrevet af Buddy Holly.
Linda Ronstadt genindspillede i 1977 “It's So Easy”, der blev et hit og nåede nr. 5 på den amerikanske hitliste Billboard Hot 100.
Udover Linda Ronstadts version er sangen indspillet af en lang række artister.

## The Crickets’ version
Sangen blev indspillet af Buddy Holly og the Crickets fra juni til august 1958 i Norman Pettys studie i Clovis i New Mexico. Tommy Allsup spillede lead guitar på indspilningen.
Sangen blev udgivet på single i 1958 med "Lonesome Tears" på singlens B-side, men singlen nåede ikke hitlisterne.
Holly optrådte med sangen på det amerikanske tv-show American Bandstand den 28. oktober 1958, hvor han mimede teksten til "It's So Easy!" og Hollys sang "Heartbeat".
Sangen er senere medtaget på en række Greatest hits-album med Buddy Holly og The Crickets.

## Linda Ronstadts version
Linda Ronstadt havde i 1976 opnået et hit med Buddy Holly-sangen "That'll Be the Day", og hun indspillede herefter "It's So Easy" til hendes album fra 1977 Simple Dreams, producereet af Peter Asher. Indspilningen blev udgivet på en single på Asylum Records den 20. september 1977 med "Lo Siento Mi Vida" som b-side. Sangen blev et hit for Ronstadt, der nåede nr. 5 på Billboard Hot 100 og nr. 9 i Canada og nr. 11 i UK Singles chart. Ronstadts version blev brugt i filmen Brokeback Mountain fra 2005.

### Hitlister
| Hitliste (1977–78)                | Højeste placering |
| --------------------------------- | ----------------- |
| Belgien                           | 4                 |
| Canada RPM Top Singles            | 9                 |
| Danmark                           | 6                 |
| Tyskland                          | 47                |
| Nederlandene                      | 13                |
| New Zealand                       | 11                |
| Sydafrika (Springbok Radio)       | 4                 |
| Schweiz                           | 6                 |
| Storbritannien                    | 11                |
| USA                               | 5                 |
| U.S. Billboard Adult Contemporary | 37                |
| U.S. Billboard Country            | 81                |

## Andre versioner
"It's So Easy!" er indspillet af en lang række artister, herunder
- Bobby Vee, the Astronauts, Skeeter Davis, The Trashmen, Showaddywaddy, Hot Tuna, Ian Gillan, Drifters, Connie Francis, Hank Marvin, Mike Berry and the Outlaws, P.J. Proby og Chris Spedding.
- The Beatles spillede sangen i 1969 under indspilningerne af albummet og filmen Let It Be.
- Denny Laine udgav sagen på en single (EMI 2523) produceret af Paul McCartney i 1976.
- Gary Busey fremførte sangen i filmen The Buddy Holly Story fra 1978.
- Waylon Jennings indspillede efter Buddy Hollys død en countryudgave af sangen med resterne af The Crickets.
- Alvin and the Chipmunks indspillede sangen i 1987 til episoden "Theodore Lucks Out" i tv-serien Alvin and the Chipmunks.
- Paul McCartney indspillede "It's So Easy" på tribute-albummet Rave On udgivet i 2011 i anledning af 75-årsdagen for Buddy Hollys fødsel.